# Mimaspurgus niveoscutellatus
Mimaspurgus niveoscutellatus – gatunek chrząszcza z rodziny kózkowatych i podrodziny zgrzypikowych. Jedyny przedstawiciel rodzaju Mimaspurgus.

## Zasięg występowania
Gatunek ten występuje na Madagaskarze.